# اسکاردنامه
اسکاردنامه نام دو نسخه کتاب خطی پوستی به زبان ایسلندی باستان است.
اسکاردنامه رونویسی‌ای از یونس‌نامه، نسخه خطی اسناد رسمی است که شامل یونس‌نامه و چندین راهکار حقوقی است. نسخه خطی سال ۱۳۶۳ میلادی کتابت شده است.
باور این است که نسخه خطی در صومعه هلگافل نوشته شده، و برای اورمور اسنوراسون، وکیلی از اسکاردی بوده است. نسخه خطی در ارنسافن قرار داشته و دارای شماره مجموعه AM 350 fol است.